# Distretto di Rouina
Il distretto di Rouina è un distretto della provincia di 'Ayn Defla, in Algeria, con capoluogo Rouina.

## Comuni
I comuni del distretto sono:
- Rouina
- Zeddine
- El Maine